# Étienne Brûlé
Étienne Brûlé (ur. ok. 1592 w Champigny-sur-Marne we Francji, zm. w czerwcu 1633 w Toanche nieopodal Penetanguishene w Ontario) – francuski podróżnik i eksplorator Kanady, prawdopodobnie pierwszy Europejczyk, który widział Jezioro Górne, a także pierwszy Europejczyk, który widział wszystkie Wielkie Jeziora amerykańskie.
Do Nowej Francji przybył jako szesnastolatek, a w 1610 wysłany został przez Samuela de Champlain jako coureur des bois (dosł. "goniec leśny") do indiańskiego plemienia Huronów, wśród których mieszkał przez rok nad Georgian Bay, poznając ich język i obyczaje. Później odbył liczne podróże w regionie Wielkich Jezior, docierając m.in. do terytorium późniejszych amerykańskich stanów Michigan i Pensylwania (m.in. nad Zatokę Chesapeake) na południowym wschodzie i do dzisiejszego Duluth w Minnesocie na zachodzie.
Brał udział w licznych w owych czasach starciach Huronów z Irokezami. Został ranny w jednym z nich, a później z niejasnych powodów zginął z rąk Huronów, wśród których przez ponad dwadzieścia poprzednich lat żył w przyjaźni.